# Gürzallar
Gürzallar (azerbajdzjanska: Gürzalılar, armeniska: Գյուրզալար, Gyurzalar, Odzabun, Օձաբուն) är en ort i Azerbajdzjan.   Den ligger i distriktet Goranboj, i den centrala delen av landet, 280 km väster om huvudstaden Baku. Gürzallar ligger 815 meter över havet och antalet invånare är 535.
Terrängen runt Gürzallar är lite bergig. Närmaste större samhälle är Chaykend, 16,0 km väster om Gürzallar.
Trakten runt Gürzallar består i huvudsak av gräsmarker. Runt Gürzallar är det ganska glesbefolkat, med 43 invånare per kvadratkilometer.